# Бесник Емини
Бесник Сабедин Емини (на македонска литературна норма: Бесник Емини, на албански: Besnik Emini) е северномакедонски офицер, бригаден генерал от Северна Македония от албански произход.

## Биография
Роден е на 15 октомври 1977 г. в Скопие. От 1996 до 2000 г. учи във Военната академия „Михайло Апостолски“ в Скопие. Между 2000 и 2002 г. е командир на взвод. След това до 2004 г. е командир на рота. От 2004 до 2006 г. е командир на тим. През 2005 г. завършва курс за мирни наблюдатели UNMOC в Амерсхорт, Холандия. От 2005 до 2006 г. учи магистратура команднощабни задължения. След това през 2006 г. изкарва курс за Щабни офицери за работа в НАТО в София. В периода 2006 – 2008 г. е командир на рота. В периода 2008 – 2012 г. е началник на секция. От 2012 до 2013 г. е заместник-командир на Рб, а след това до 2015 г. е командир на Рб. От 2015 г. е началник-щаб на полка за специални операции, а от 2016 г. е негов заместник-командир до 2018 г. Между 2018 и март 2019 г. е заместник-командир на първа механизирана пехотна бригада. От март до юли 2019 г. е началник-щаб на Обединеното оперативно командване. През юли 2019 г. е назначен за командир на първа механизирана пехотна бригада. От юни 2021 г. е командир на Командването за операции.

## Военни звания
- Подпоручик (2000)
- Поручик (2001)
- Капитан (2005)
- Майор (2009)
- Подполковник (2013)
- Полковник (2017)
- Бригаден генерал (2020)